# Пумпур Петро Іванович
Петро Іванович Пумпур (латис. Pēteris Pumpurs; 25 квітня 1900 — 23 березня 1942) — радянський військовик, генерал-лейтенант авіації (1940), Герой Радянського Союзу (1937).
Обирався депутатом Верховної Ради СРСР 1-го скликання (1937—1941).

## Життєпис
Народився в селянській родині. Латиш. Закінчив церковнопарафіяльну школу та два класи ремісничого училища. Наймитував, працював учнем слюсаря, помічником шофера.

### Початок військової кар'єри
У травні 1918 року добровільно вступив до лав Червоної армії. Учасник Громадянської війни в Росії: був помічником шофера в авіаційних загонах на Східному, Південному, Південно-Західному і Західному фронтах. Член РКП(б) з 1919 року.
1924 року закінчив Єгор'євську військову теоретичну школу льотчиків і того ж року — 2-гу Борисоглібську військову авіаційну школу льотчиків. З 1924 року — на льотних посадах у частинах винищувальної авіації. 1929 року закінчив Серпуховську вищу школу повітряної стрільби і бомбометання, а також курси удосконалення командного складу при Військово-повітряній академії РСЧА імені М. Є. Жуковського. З 1929 року — на командних посадах в авіаційних частинах ВПС Московського військового округу.

### Швидкий злет
У лютому 1936 року направлений на навчання до Військово-повітряної академії, проте того ж року відряджений до Іспанії: з жовтня 1936 по травень 1937 року — командир винищувальної групи Мадридського фронту, комбриг. У повітряних боях особисто збив 5 літаків супротивника.
З червня 1937 року — начальник Управління бойової підготовки ВПС РСЧА. З жовтня 1938 року — командувач ВПС Московського ВО. З листопада 1938 року — командувач ВПС 2-ї окремої Червонопрапорної Далекосхідної армії.
Учасник радянсько-фінської війни 1939—1940 років: командир групи інструкторів з бойової підготовки. З грудня 1940 року — командувач ВПС Московського ВО.

### Арешт і страта
Постановою Політбюро ЦК ВКП(б) від 10 травня 1941 року був звинувачений у бездіяльності з організації бойової підготовки, усунутий з посади і направлений у розпорядження НКО СРСР. 31 травня 1941 року заарештований як «учасник антирадянської військової змови». На допитах дав зізнавальні свідчення, від яких згодом відмовився. 9 червня 1941 року позбавлений військового звання і державних нагород.
13 лютого 1942 року засуджений до вищої міри покарання. На суді винним себе не визнав. Розстріляний 23 березня 1942 року в м. Саратов.
Військовою колегією Верховного суду СРСР від 25 червня 1955 року був реабілітований. 17 листопада 1965 року відновлений у званні Героя Радянського Союзу і в правах на нагороди.

## Нагороди

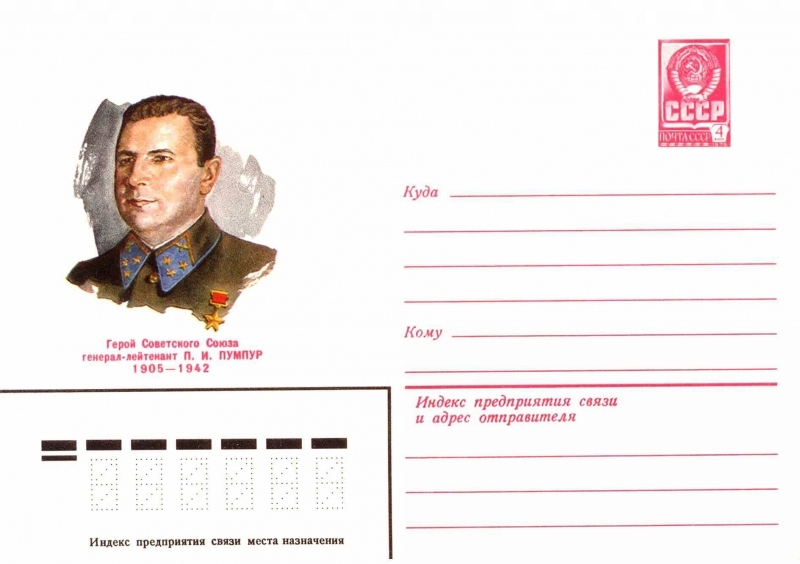
Поштовий конверт СРСР (1980).

Указом ЦВК СРСР від 4 липня 1937 року за мужність і героїзм, виявлені у боях при виконанні спеціального завдання Уряду, комбригові Пумпуру Петру Івановичу присвоєне звання Героя Радянського Союзу. Після встановлення знаку особливої відзнаки, 4 листопада 1939 року йому було вручено медаль «Золота Зірка» (№ 49).
Нагороджений двома орденами Леніна (02.01.1937, 04.07.1937), орденом Червоного Прапора (07.01.1937) і медаллю.

## Вшанування пам'яті
У 1980 році Міністерством зв'язку СРСР був випущений поштовий конверт на честь П. І. Пумпура.